# Artómaña
Artómaña (en euskera y oficialmente Artomaña) es un concejo del municipio de Amurrio, en la provincia de Álava, España.  

## Historia
Pertenecía al municipio de Arrastaria hasta que en 1976 fue absorbido por el municipio de Amurrio.
Así se describe a Artomaña en el tomo II del Diccionario geográfico-estadístico-histórico de España y sus posesiones de Ultramar, obra impulsada por Pascual Madoz a mediados del siglo XIX:

Lugar en la provincia de Álava (6 leguas a Vitoria), diócesis de Calahorra (23), vicaria y partido judicial de Orduña (1/2), hermandad y ayuntamiento de Arrastaria (1/4). SITUADO a la falda de una montaña y a la derecha del Nervion. Su CLIMA frío y sano. La iglesia parroquial (San Jorge) es servida por 2 beneficiados, teniendo el uno la cura de almas; el patronato es de las dominicas de San Juan de Quejana. El TERMINO. se extiende a 1/2 legua de Norte a Sur y 1 de Este a Oeste. Confina al Norte con Aloria, al Este con Unza, por Sur con Délica, y por Oeste con Orduña. Varias fuentes y con especialidad 1 mineral laxante que tiene a la parte Sur forman un arroyuelo que atraviesa el pueblo, y pasa a unirse al Nervion. El TERMINO es montañoso, pero disfruta de algún llano de buena calidad, y reúne sobre 5,000 aranzadas destinadas al cultivo, con excelentes prados de pasto. Los CAMINOS están bastante cuidados, y la CORRESPONDENCIA la recibe de Orduña. PRODUCTOS trigo, maíz, cebada, vino, avena, legumbres, fruta y hortaliza. Cría ganado vacuno, lanar, caballar y algo de cabrío y cerda: POBLACION 20 vecinos 100 almas.
Diccionario geográfico-estadístico-histórico de España y sus posesiones de Ultramar

## Demografía
| Gráfica de evolución demográfica de Artómaña entre 2000 y 2022 |
|                                                                |
| Población de derecho según los censos de población del INE.    |

## Economía
El territorio de Artomaña se enmarca dentro de la Red Natura 2000 (LIC-ES2110004), con una gran superficie de suelo catalogado como zona agroganadera y de campiña de alto valor estratégico.
En 2005 se construyó la bodega Artomaña Txakolina. Cuenta con una plantación de viñedo de más de 26 hectáreas, siendo el principal productor de uva de la Denominación de Origen Arabako Txakolina-Txakoli de Álava.

## Cultura

### Patrimonio
Iglesia de San Jorge: La puerta de madera, decorada con grandes florones en relieve, es una interesante obra de artesanía, de últimos  Los años del siglo XVII o primeros del XVIII. El retablo mayor es barroco del siglo XVIII, dorado y pintado. Se encuentra en este retablo un relicario de madera, dorado y policromado que guarda una reliquia de San Jorge.